# Opere di Carlo Crivelli
Quello che segue è un elenco cronologico delle opere di Carlo Crivelli, pittore italiano del XV secolo inquadrabile nella corrente artistica del Rinascimento.
Originario della Repubblica di Venezia, si formò nella terra natia e lavorò principalmente nelle Marche, dove divenne tra i più importanti artisti dell'epoca grazie al suo stile genuino, particolare e distintivo. Infatti, influenzato da Donatello e con ancora influssi tardo gotici, creò un'arte alla ricerca della perfezione e ricca di linee e disegni decisi con minuziose e sontuose decorazioni fatte di marmi preziosi, tessuti broccati, fini accessori, oggetti d'uso comune e frutta, verdura e animali intrisi di un innovativo naturalismo.
Oggi celebre per i suoi polittici, le sue pale d'altare e le sue Madonne, l'arte del Crivelli fu tuttavia soggetta ad un'eclissi nella storiografia artistica dei secoli passati e ciò fu dovuto probabilmente alla sua posizione geografica periferica e alla non appartenenza diretta al movimento artistico rinascimentale. La sua opera venne poi riscoperta e ottenne un riconoscimento postumo solo a partire dalla fine del XVIII secolo; tuttavia, se da un lato si ebbe la rinascita storiografica della sua arte, le sue opere subirono le avare angherie dei collezionisti, specialmente di quelli inglesi.
Così, la quasi totalità del suo corpus si presenta oggi severamente smembrato e rimosso dai luoghi originari, trovandosi disperso in varie località mondiali. Insieme alle collezioni museali della natia Italia, le sue opere fanno oggi parte di varie collezioni estere del Regno Unito, Stati Uniti d'America, Francia, Germania e di altri Paesi, tutti facenti parte del mondo occidentale ad eccezione di una tavola dipinta situata in una collezione museale giapponese a Tokyo. Sebbene alla National Gallery di Londra si trovi la più grande raccolta museale di opere del pittore, gli unici polittici pressoché intatti come in origine sono collocati in Italia e sono il Polittico di Massa Fermana (integro ad eccezione della cornice), il Polittico di Sant'Emidio (totalmente integro e mai rimosso dal luogo originario) e quello di Monte San Martino (unica opera realizzata in collaborazione col fratello Vittore Crivelli); sebbene danneggiati, sono situati in Italia anche gli unici due trittici noti dell'artista, ovvero il cosiddetto Primo trittico di Valle Castellana e il Secondo trittico di Valle Castellana.
I suoi lavori, con temi essenzialmente collegati alla sfera religiosa e spesso firmati e datati, sono qui elencati cronologicamente e suddivisi per tipologia ("pale", "polittici", "trittici", "altri dipinti").

## Pale d'altare
| Immagine                         | Titolo                                                                                  | Data                          | Dimensioni | Tecnica e supporto            | Luogo di conservazione                                 | Annotazioni | N.                            |
| Pala di San Pietro di Muralto    | Pala di San Pietro di Muralto                                                           | Pala di San Pietro di Muralto | Pala di San Pietro di Muralto | Pala di San Pietro di Muralto | Pala di San Pietro di Muralto                          | Pala di San Pietro di Muralto | Pala di San Pietro di Muralto |
| -------------------------------- | --------------------------------------------------------------------------------------- | ----------------------------- | --- | ----------------------------- | ------------------------------------------------------ | --- | ----------------------------- |
|                                  | Pietà                                                                                   | c. 1488–1489                  | 106×203 cm | tempera e oro su tavola       | Pinacoteca Vaticana, Città del Vaticano                | L'opera in origine probabilmente sormontava il pannello centrale della Pala di San Pietro di MuraltoFirmato: "Opvs Caroli Crivelli Veneti"                               |                               |
|                                  | Madonna in trono col Bambino che consegna a San Pietro le chiavi del Paradiso tra santi | c. 1488–1489                  | 191×196 cm | tempera e oro su tavola       | Gemäldegalerie, Berlino, Germania                      | In origine, l'opera rappresentava il pannello centrale della Pala di San Pietro di MuraltoFirmato: "Opvs Caroli Crivelli Veneti"                                         |                               |
|                                  | San Bonaventura                                                                         | c. 1488–1489                  | 58×30 cm | tempera e oro su tavola       | Gemäldegalerie, Berlino, Germania                      | In origine, l'opera era uno dei santi dei pilastrini laterali della Pala di San Pietro di Muralto                                                                        |                               |
|                                  | San Bernardo                                                                            | c. 1488–1489                  | 58×30 cm | tempera e oro su tavola       | Gemäldegalerie, Berlino, Germania                      | In origine, l'opera era uno dei santi dei pilastrini laterali della Pala di San Pietro di Muralto                                                                        |                               |
|                                  | San Domenico                                                                            | c. 1488–1489                  | 58×30 cm | tempera e oro su tavola       | Bonnefantenmuseum, Maastricht, Paesi Bassi             | In origine, l'opera era uno dei santi dei pilastrini laterali della Pala di San Pietro di Muralto                                                                        |                               |
|                                  | Sant'Antonio da Padova                                                                  | c. 1488–1489                  | 58×30 cm | tempera e oro su tavola       | Bonnefantenmuseum, Maastricht, Paesi Bassi             | In origine, l'opera era uno dei santi dei pilastrini laterali della Pala di San Pietro di Muralto                                                                        |                               |
|                                  | Santa Chiara e San Bernardino da Siena                                                  | c. 1488–1489                  | 58×30 cm | tempera e oro su tavola       | Worcester Art Museum, Worcester, Stati Uniti d'America | In origine, l'opera era uno dei santi dei pilastrini laterali della Pala di San Pietro di Muralto                                                                        |                               |
|                                  | San Agostino                                                                            | c. 1488–1489                  | 58×30 cm | tempera e oro su tavola       | Palazzo Colonna, Roma, Italia                          | In origine, l'opera era uno dei santi dei pilastrini laterali della Pala di San Pietro di Muralto                                                                        |                               |
| Pala Ottoni                      |                                                                                         |                               | |                               |                                                        | |                               |
|                                  | Pala Ottoni                                                                             | c. 1490–1492                  | 150.5×107.3 cm (Madonna della Rondine)29×21 cm (Santa Caterina d'Alessandria e San Giorgio e il Drago)29×33 cm (San Girolamo e San Sebastiano)29×37 cm (Natività) | tempera e oro su tavola       | National Gallery, Londra, Regno Unito                  | Firmato: "Carolvs Crivellvs Venetvs Miles Pinxit" |                               |
| Pala di San Francesco a Fabriano |                                                                                         |                               | |                               |                                                        | |                               |
|                                  | Incoronazione della Vergine e Pietà                                                     | 1493                          | 255×225 cm (Incoronazione della Vergine)128×225 cm (Pietà) | tempera e oro su tavola       | Pinacoteca di Brera, Milano, Italia                    | In origine, le due opere erano il pannello centrale e la cimasa della Pala di San Francesco a FabrianoFirmato e datato: "Carolvs Crivellvs Venetvs Pinxit MCCCCLXXXXIII" |                               |
|                                  | Cristo benedicente                                                                      | 1493                          | 25×25 cm | tempera e oro su tavola       | Castel Sant'Angelo, Roma, Italia                       | In origine, l'opera era parte della predella della Pala di San Francesco a Fabriano                                                                                      |                               |
|                                  | Sant'Onofrio                                                                            | 1493                          | 28×25 cm | tempera e oro su tavola       | Castel Sant'Angelo, Roma, Italia                       | In origine, l'opera era parte della predella della Pala di San Francesco a Fabriano                                                                                      |                               |
|                                  | Sant'Antonio da Padova                                                                  | 1493                          | 28×25 cm | tempera e oro su tavola       | Museo Cristiano, Esztergom, Ungheria                   | In origine, l'opera era parte della predella della Pala di San Francesco a Fabriano                                                                                      |                               |
|                                  | San Bernardino                                                                          | 1493                          | 28×25 cm | tempera e oro su tavola       | Museo Cristiano, Esztergom, Ungheria                   | In origine, l'opera era parte della predella della Pala di San Francesco a Fabriano                                                                                      |                               |
|                                  | San Domenico                                                                            | 1493                          | 28×25 cm | tempera e oro su tavola       | Museo Cristiano, Esztergom, Ungheria                   | In origine, l'opera era parte della predella della Pala di San Francesco a Fabriano                                                                                      |                               |
|                                  | Santi Ludovico di Tolosa, Girolamo e Pietro                                             | 1493                          | 28×76 cm | tempera e oro su tavola       | Museo Jacquemart-André, Parigi, Francia                | In origine, l'opera era parte della predella della Pala di San Francesco a Fabriano                                                                                      |                               |
|                                  | Santi Paolo, Giovanni Crisostomo e Basilio                                              | 1493                          | 28×76 cm | tempera e oro su tavola       | Museo Jacquemart-André, Parigi, Francia                | In origine, l'opera era parte della predella della Pala di San Francesco a Fabriano                                                                                      |                               |

## Polittici
| Immagine                                      | Titolo | Data                       | Dimensioni | Tecnica e supporto         | Luogo di conservazione                                                                                     | Annotazioni | N.                         |
| Polittico di Massa Fermana                    | Polittico di Massa Fermana | Polittico di Massa Fermana | Polittico di Massa Fermana                                                                                            | Polittico di Massa Fermana | Polittico di Massa Fermana                                                                                 | Polittico di Massa Fermana | Polittico di Massa Fermana |
| --------------------------------------------- | --- | -------------------------- | --- | -------------------------- | --- | --- | -------------------------- |
|                                               | Polittico di Massa Fermana | 1468                       | 184×179 cm | tempera e oro su tavola    | Pinacoteca Civica, Massa Fermana, Italia                                                                   | Firmato e datato: "Karolvs Crivellvs Venetvs Pinxit Hoc Opvs MCCCCLXVIII"                                                                                     |                            |
| Polittico di Porto San Giorgio                | |                            | |                            | | |                            |
|                                               | Madonna Cook | 1470                       | 129.5×54.4 cm | tempera e oro su tavola    | National Gallery of Art, Washington D. C., Stati Uniti d'America                                           | L'opera era in origine lo scomparto centrale del Polittico di Porto San Giorgio                                                                               |                            |
|                                               | Santi Pietro e Paolo | 1470                       | 87×44 cm | tempera e oro su tavola    | National Gallery, Londra, Regno Unito                                                                      | L'opera era in origine lo scomparto sinistro del Polittico di Porto San Giorgio                                                                               |                            |
|                                               | San Giorgio che uccide il drago | 1470                       | 94×47.8 cm | tempera e oro su tavola    | Isabella Stewart-Gardner Museum, Boston, Stati Uniti d'America                                             | L'opera era in origine lo scomparto destro del Polittico di Porto San Giorgio                                                                                 |                            |
|                                               | Santi Caterina d'Alessandria e Girolamo | 1470                       | 35×48.9 cm | tempera e oro su tavola    | Philbrook Museum of Art, Tulsa, Stati Uniti d'America                                                      | L'opera era in origine la lunetta sinistra del Polittico di Porto San Giorgio                                                                                 |                            |
|                                               | Santi Antonio abate e Lucia | 1470                       | 34.4×47.8 cm | tempera e oro su tavola    | Museo Nazionale, Cracovia, Polonia                                                                         | L'opera era in origine la lunetta destra del Polittico di Porto San Giorgio                                                                                   |                            |
|                                               | Pietà di Porto San Giorgio | 1470                       | 45×117 cm | tempera e oro su tavola    | Detroit Institute of Arts, Detroit, Stati Uniti d'America                                                  | L'opera era in origine lo scomparto superiore del Polittico di Porto San Giorgio                                                                              |                            |
| Polittico di Montefiore dell'Aso              | |                            | |                            | | |                            |
|                                               | Trittico di Montefiore (Santa Caterina d'Alessandria, San Pietro apostolo, Santa Maria Maddalena, Santo francescano, Santa Chiara, San Ludovico da Tolosa)          | c. 1471                    | 174×54 cm (tre pannelli inferiori)74×54 cm (tre pannelli superiori)                                                   | tempera e oro su tavola    | Polo museale di San Francesco, Montefiore dell'Aso, Italia                                                 | I sei pannelli erano in origine parte del Polittico di Montefiore dell'Aso                                                                                    |                            |
|                                               | Madonna di Montefiore | c. 1471                    | 180×65 cm | tempera e oro su tavola    | Museo Reale delle Belle Arti, Bruxelles, Belgio                                                            | L'opera era in origine lo scomparto centrale del registro inferiore del Polittico di Montefiore dell'Aso                                                      |                            |
|                                               | San Francesco | c. 1471                    | 180×54 cm | tempera e oro su tavola    | Museo Reale delle Belle Arti, Bruxelles, Belgio                                                            | L'opera era in origine parte del Polittico di Montefiore dell'Aso                                                                                             |                            |
|                                               | Pietà di Montefiore | c. 1471                    | 72.5×55.5 cm | tempera e oro su tavola    | National Gallery, Londra, Regno Unito                                                                      | L'opera era in origine lo scomparto centrale del registro superiore del Polittico di Montefiore dell'Aso                                                      |                            |
|                                               | Redentore benedicente | c. 1471                    | 30.3×21.6 cm | tempera e oro su tavola    | Clark Art Institute, Williamstown, Stati Uniti d'America                                                   | L'opera era in origine parte della predella del Polittico di Montefiore dell'Aso                                                                              |                            |
|                                               | Sant'Andrea | c. 1471                    | 30×22.5 cm | tempera e oro su tavola    | Honolulu Museum of Art, Honolulu, Stati Uniti d'America                                                    | L'opera era in origine parte della predella del Polittico di Montefiore dell'Aso                                                                              |                            |
|                                               | Apostolo barbuto | c. 1471                    | 30×22.5 cm | tempera e oro su tavola    | Honolulu Museum of Art, Honolulu, Stati Uniti d'America                                                    | L'opera era in origine parte della predella del Polittico di Montefiore dell'Aso                                                                              |                            |
|                                               | San Giovanni Evangelista di Montefiore | c. 1471                    | 32.1×23.5 cm | tempera e oro su tavola    | Detroit Institute of Arts, Detroit, Stati Uniti d'America                                                  | L'opera era in origine parte della predella del Polittico di Montefiore dell'Aso                                                                              |                            |
|                                               | San Pietro di Montefiore | c. 1471                    | 32.8×23.2 cm | tempera e oro su tavola    | Detroit Institute of Arts, Detroit, Stati Uniti d'America                                                  | L'opera era in origine parte della predella del Polittico di Montefiore dell'Aso                                                                              |                            |
|                                               | Apostolo con cartiglio | c. 1471                    | 32.1×23.2 cm | tempera e oro su tavola    | Metropolitan Museum of Art, New York, Stati Uniti d'America                                                | L'opera era in origine parte della predella del Polittico di Montefiore dell'Aso                                                                              |                            |
|                                               | San Luca di Montefiore | c. 1471                    | 31.7×23.5 cm | tempera e oro su tavola    | Upton House, Banbury, Regno Unito                                                                          | L'opera era in origine parte della predella del Polittico di Montefiore dell'Aso                                                                              |                            |
|                                               | Apostolo leggente | c. 1471                    | 30×22.5 cm | tempera e oro su tavola    | Upton House, Banbury, Regno Unito                                                                          | L'opera era in origine parte della predella del Polittico di Montefiore dell'Aso                                                                              |                            |
| Polittico del 1472                            | |                            | |                            | | |                            |
|                                               | Madonna Linsky | 1472                       | 98.4×43.8 cm | tempera e oro su tavola    | Metropolitan Museum of Art, New York, Stati Uniti d'America                                                | L'opera era in origine lo scomparto centrale del cosiddetto Polittico del 1472Firmato e datato: "Carolvs Crivellvs Venetvs 1472 Pinxit"                       |                            |
|                                               | San Giacomo | 1472                       | 97.2×32.1 cm | tempera e oro su tavola    | Brooklyn Museum, New York, Stati Uniti d'America                                                           | L'opera era in origine parte del cosiddetto Polittico del 1472                                                                                                |                            |
|                                               | San Nicola di Bari | 1472                       | 96×32.5 cm | tempera e oro su tavola    | Cleveland Museum of Art, Cleveland, Stati Uniti d'America                                                  | L'opera era in origine parte del cosiddetto Polittico del 1472                                                                                                |                            |
|                                               | San Domenico | 1472                       | 97.2×42.4 cm | tempera e oro su tavola    | Metropolitan Museum of Art, New York, Stati Uniti d'America                                                | L'opera era in origine parte del cosiddetto Polittico del 1472                                                                                                |                            |
|                                               | San Giorgio | 1472                       | 97×34 cm | tempera e oro su tavola    | Metropolitan Museum of Art, New York, Stati Uniti d'America                                                | L'opera era in origine parte del cosiddetto Polittico del 1472                                                                                                |                            |
|                                               | Deposizione | 1472                       | 71×47 cm | tempera e oro su tavola    | Philadelphia Museum of Art, Filadelfia, Stati Uniti d'America                                              | L'opera era in origine, probabilmente, la cuspide centrale del cosiddetto Polittico del 1472                                                                  |                            |
|                                               | Cristo benedicente | 1472                       | 28.8×26.2 cm | tempera e oro su tavola    | El Paso Museum of Art, El Paso, Stati Uniti d'America                                                      | L'opera era in origine parte della predella del cosiddetto Polittico del 1472                                                                                 |                            |
|                                               | San Pietro | 1472                       | 29.3×21.5 cm | tempera e oro su tavola    | Yale University Art Gallery, New Haven, Stati Uniti d'America                                              | L'opera era in origine parte della predella del cosiddetto Polittico del 1472                                                                                 |                            |
|                                               | San Bartolomeo | 1472                       | 28×15.5 cm | tempera e oro su tavola    | Pinacoteca del Castello Sforzesco, Milano, Italia                                                          | L'opera era in origine parte della predella del cosiddetto Polittico del 1472                                                                                 |                            |
|                                               | San Giovanni Evangelista | 1472                       | 28×15.5 cm | tempera e oro su tavola    | Pinacoteca del Castello Sforzesco, Milano, Italia                                                          | L'opera era in origine parte della predella del cosiddetto Polittico del 1472                                                                                 |                            |
|                                               | San Filippo Apostolo | 1472                       | 27.5×19.5 cm | tempera e oro su tavola    | Collezione privata                                                                                         | L'opera era in origine parte della predella del cosiddetto Polittico del 1472                                                                                 |                            |
| Polittico di Sant'Emidio                      | |                            | |                            | | |                            |
|                                               | Polittico di Sant'Emidio | 1473                       | 364×280 cm | tempera e oro su tavola    | Cattedrale di Sant'Emidio, Ascoli Piceno, Italia                                                           | Firmato e datato: "Opvs Karoli Crivelli Veneti 1473" |                            |
| Polittico del 1476                            | |                            | |                            | | |                            |
|                                               | San Giovanni Battista, San Pietro, Madonna col Bambino, Santa Caterina d'Alessandria, San Domenico, San Francesco, Sant'Andrea, Santo Stefano, San Tommaso d'Aquino | 1476                       | 138×40 cm (quattro dei cinque pannelli inferiori)148×63 cm (Madonna col Bambino)61×40 cm (quattro pannelli superiori) | tempera e oro su tavola    | National Gallery, Londra, Regno Unito                                                                      | I nove pannelli erano in origine parte del cosiddetto Polittico del 1476Firmato e datato: "Opvs Karoli Crivelli Veneti 1476"                                  |                            |
|                                               | Pietà | 1476                       | 69×63.5 cm | tempera e oro su tavola    | Metropolitan Museum of Art, New York, Stati Uniti d'America                                                | L'opera era in origine lo scomparto centrale del registro superiore del cosiddetto Polittico del 1476                                                         |                            |
| Polittico minore di San Domenico              | |                            | |                            | | |                            |
|                                               | Madonna col Bambino | c. 1476                    | 106.5×55.3 cm | tempera e oro su tavola    | Museo di Belle Arti, Budapest, Ungheria                                                                    | In origine, l'opera era il pannello centrale del Polittico minore di San DomenicoFirmato: "Opvs Caroli Crivelli Veneti"                                       |                            |
|                                               | San Michele Arcangelo | c. 1476                    | 90.5×26.5 cm | tempera e oro su tavola    | National Gallery, Londra, Regno Unito                                                                      | In origine, l'opera era uno dei quattro pannelli laterali del Polittico minore di San Domenico                                                                |                            |
|                                               | San Girolamo | c. 1476                    | 91×26 cm | tempera e oro su tavola    | National Gallery, Londra, Regno Unito                                                                      | In origine, l'opera era uno dei quattro pannelli laterali del Polittico minore di San Domenico                                                                |                            |
|                                               | San Pietro Martire | c. 1476                    | 90.5×26.5 cm | tempera e oro su tavola    | National Gallery, Londra, Regno Unito                                                                      | In origine, l'opera era uno dei quattro pannelli laterali del Polittico minore di San Domenico                                                                |                            |
|                                               | Santa Lucia | c. 1476                    | 91×26.5 cm | tempera e oro su tavola    | National Gallery, Londra, Regno Unito                                                                      | In origine, l'opera era uno dei quattro pannelli laterali del Polittico minore di San Domenico                                                                |                            |
| Polittico di Monte San Martino                | |                            | |                            | | |                            |
|                                               | Polittico di Monte San Martino | c. 1477–1480               | 285×227 cm | tempera e oro su tavola    | Chiesa di San Martino Vescovo, Monte San Martino, Italia                                                   | Realizzato con la collaborazione del fratello Vittore Crivelli                                                                                                |                            |
| Polittico di San Domenico di Camerino         | |                            | |                            | | |                            |
|                                               | Trittico di Camerino (Santi Pietro e Domenico, Madonna col Bambino che stringe un fringuello, Santi Pietro martire e Venanzio)                                      | 1482                       | 190×78 cm (Madonna col Bambino)170×60 cm (due pannelli laterali)                                                      | tempera e oro su tavola    | Pinacoteca di Brera, Milano, Italia                                                                        | I tre pannelli rappresentavano in origine il registro inferiore del Polittico di San Domenico di CamerinoFirmato e datato: "Opvs Caroli Crvelli Veneti M48II" |                            |
|                                               | Santi Antonio Abate, Girolamo e Andrea | 1482                       | 25×62 cm | tempera e oro su tavola    | Pinacoteca di Brera, Milano, Italia                                                                        | In origine, l'opera era parte della predella del Polittico di San Domenico di Camerino                                                                        |                            |
|                                               | Santi Giacomo maggiore, Bernardino da Siena e Nicodemo | 1482                       | 25×60 cm | tempera e oro su tavola    | Pinacoteca di Brera, Milano, Italia                                                                        | In origine, l'opera era parte della predella del Polittico di San Domenico di Camerino                                                                        |                            |
|                                               | Resurrezione | 1482                       | 50×70 cm | tempera e oro su tavola    | Collezione Abegg-Stockar, Zurigo, Svizzera                                                                 | In origine, l'opera era la cuspide centrale del registro superiore Polittico di San Domenico di Camerino                                                      |                            |
|                                               | Arcangelo Gabriele | 1482                       | 54×38 cm | tempera e oro su tavola    | Städelsches Kunstinstitut, Francoforte sul Meno, Germania                                                  | In origine, l'opera era una delle due cuspidi laterali del registro superiore Polittico di San Domenico di Camerino                                           |                            |
|                                               | Vergine annunciata | 1482                       | 54×38 cm | tempera e oro su tavola    | Städelsches Kunstinstitut, Francoforte sul Meno, Germania                                                  | In origine, l'opera era una delle due cuspidi laterali del registro superiore Polittico di San Domenico di Camerino                                           |                            |
| Polittico di San Lorenzo in Castel San Pietro | |                            | |                            | | |                            |
|                                               | San Giovanni Battista (frammento) | c. 1488–1489               | 73×35 cm | tempera su tavola          | Ashmolean Museum, Oxford, Regno Unito                                                                      | In origine, l'opera era parte del Polittico di San Lorenzo in Castel San Pietro                                                                               |                            |
|                                               | Sant'Agostino | c. 1488–1489               | 132×35 cm | tempera su tavola          | Museo nazionale d'arte occidentale, Tokyo, Giappone                                                        | In origine, l'opera era parte del Polittico di San Lorenzo in Castel San Pietro                                                                               |                            |
|                                               | San Lorenzo (frammento) | c. 1488–1489               | 58×38 cm | tempera su tavola          | Collezione privata                                                                                         | In origine, l'opera era parte del Polittico di San Lorenzo in Castel San Pietro                                                                               |                            |
|                                               | Santo vescovo (frammento) | c. 1488–1489               | 57×38 cm | tempera su tavola          | Museo Arcivescovile, Utrecht, Paesi Bassi                                                                  | In origine, l'opera era parte del Polittico di San Lorenzo in Castel San Pietro                                                                               |                            |
| Polittico del Duomo di Camerino               | |                            | |                            | | |                            |
|                                               | Madonna della Candeletta | post 1490                  | 218×75 cm | tempera e oro su tavola    | Pinacoteca di Brera, Milano, Italia                                                                        | In origine, l'opera rappresentava il pannello centrale del Polittico del Duomo di CamerinoFirmato: "Karolvs Chrivellvs Venetvs Eques Lavreatvs Pinxit"        |                            |
|                                               | Santi Pietro e Paolo | post 1490                  | 217×47 cm (perduta la metà sinistra)                                                                                  | tempera e oro su tavola    | Pinacoteca di Brera, Milano, Italia (in deposito a lungo termine dalle Gallerie dell'Accademia di Venezia) | In origine, l'opera rappresentava uno dei due pannelli laterali del Polittico del Duomo di Camerino                                                           |                            |
|                                               | Santi Ansovino e Girolamo | post 1490                  | 187×71 cm | tempera e oro su tavola    | Pinacoteca di Brera, Milano, Italia (in deposito a lungo termine dalle Gallerie dell'Accademia di Venezia) | In origine, l'opera rappresentava uno dei due pannelli laterali del Polittico del Duomo di Camerino                                                           |                            |
|                                               | Sant'Antonio Abate, San Cristoforo, San Sebastiano, San Tommaso d'Aquino                                                                                            | post 1490                  | 51×15 cm (ciascuno)                                                                                                   | tempera e oro su tavola    | Denver Art Museum, Denver, Stati Uniti d'America                                                           | In origine, i quattro santi facevano parte dei santi dei pilastrini laterali della Polittico del Duomo di Camerino                                            |                            |
|                                               | Sant'Agostino | post 1490                  | 51×15 cm | tempera e oro su tavola    | Musée du Petit Palais, Avignone, Francia                                                                   | In origine, l'opera faceva parte dei santi dei pilastrini laterali della Polittico del Duomo di Camerino                                                      |                            |
|                                               | San Nicola | post 1490                  | 51×15 cm | tempera e oro su tavola    | Musée du Petit Palais, Avignone, Francia                                                                   | In origine, l'opera faceva parte dei santi dei pilastrini laterali della Polittico del Duomo di Camerino                                                      |                            |
|                                               | Santa Lucia | post 1490                  | 51×15 cm | tempera e oro su tavola    | Musée du Petit Palais, Avignone, Francia                                                                   | In origine, l'opera faceva parte dei santi dei pilastrini laterali della Polittico del Duomo di Camerino                                                      |                            |
|                                               | Santa Caterina da Siena | post 1490                  | 51×15 cm | tempera e oro su tavola    | Musée du Petit Palais, Avignone, Francia                                                                   | In origine, l'opera faceva parte dei santi dei pilastrini laterali della Polittico del Duomo di Camerino                                                      |                            |
|                                               | San Domenico | post 1490                  | 48×13 cm | tempera e oro su tavola    | Museo Stibbert, Firenze, Italia                                                                            | In origine, l'opera faceva parte dei santi dei pilastrini laterali della Polittico del Duomo di Camerino                                                      |                            |
|                                               | Santa Caterina d'Alessandria | post 1490                  | 48×13 cm | tempera e oro su tavola    | Museo Stibbert, Firenze, Italia                                                                            | In origine, l'opera faceva parte dei santi dei pilastrini laterali della Polittico del Duomo di Camerino                                                      |                            |
|                                               | San Francesco | post 1490                  | 51×15 cm | tempera e oro su tavola    | Portland Art Museum, Portland, Stati Uniti d'America                                                       | In origine, l'opera faceva parte dei santi dei pilastrini laterali della Polittico del Duomo di Camerino                                                      |                            |
|                                               | Beato Ugolino Magalotti da Fiegni | post 1490                  | 51×15 cm | tempera e oro su tavola    | Portland Art Museum, Portland, Stati Uniti d'America                                                       | In origine, l'opera faceva parte dei santi dei pilastrini laterali della Polittico del Duomo di Camerino                                                      |                            |

## Trittici
| Immagine | Titolo                               | Data    | Dimensioni | Tecnica e supporto      | Luogo di conservazione                   | Annotazioni                            | N. |
| -------- | ------------------------------------ | ------- | ---------- | ----------------------- | ---------------------------------------- | -------------------------------------- | -- |
|          | Primo trittico di Valle Castellana   | c. 1472 | 207×145 cm | tempera e oro su tavola | Pinacoteca Civica, Ascoli Piceno, Italia |                                        |    |
|          | Secondo trittico di Valle Castellana | c. 1472 | 133×130 cm | tempera e oro su tavola | Pinacoteca Civica, Ascoli Piceno, Italia | Firmato: "Opvs Caroli Crivelli Veneti" |    |

## Altri dipinti
| Immagine                             | Titolo                                                                             | Data               | Dimensioni         | Tecnica e supporto                           | Luogo di conservazione                                           | Annotazioni                                                      | N.                 |
| Dipinti di Madonne                   | Dipinti di Madonne                                                                 | Dipinti di Madonne | Dipinti di Madonne | Dipinti di Madonne                           | Dipinti di Madonne                                               | Dipinti di Madonne                                               | Dipinti di Madonne |
| ------------------------------------ | ---------------------------------------------------------------------------------- | ------------------ | ------------------ | -------------------------------------------- | ---------------------------------------------------------------- | ---------------------------------------------------------------- | ------------------ |
|                                      | Madonna Speyer                                                                     | c. 1455            | 28×18 cm           | tempera e oro su tavola                      | Fondazione Giorgio Cini, Venezia, Italia                         |                                                                  |                    |
|                                      | Madonna Huldschinsky                                                               | c. 1468            | 62×40 cm           | tempera e oro su tavola                      | San Diego Museum of Art, San Diego, Stati Uniti d'America        | Firmato: "Opvs Karoli Crivelli Veneti"                           |                    |
|                                      | Madonna della Passione                                                             | c. 1460            | 71×48 cm           | tempera su tavola                            | Museo di Castelvecchio, Verona, Italia                           | Firmato: "Opvs Karoli Crivelli Veneti"                           |                    |
|                                      | Madonna di Macerata                                                                | 1470               | 61.9×41 cm         | tempera e oro su tavola, trasportata su tela | Palazzo Buonaccorsi, Macerata, Italia                            | Firmato e datato: "Karolus Crivellus Venetus Pinxit 1470 Fermis" |                    |
|                                      | Madonna di Corridonia                                                              | c. 1472            | 127×63 cm          | tempera e oro su tavola                      | Pinacoteca Parrocchiale, Corridonia, Italia                      |                                                                  |                    |
|                                      | Madonna di Poggio di Bretta                                                        | c. 1472            | 71×50 cm           | tempera e oro su tavola                      | Museo Diocesano, Ascoli Piceno, Italia                           |                                                                  |                    |
|                                      | Madonna Lenti                                                                      | c. 1473            | 38×23 cm           | tempera e oro su tavola                      | Metropolitan Museum of Art, New York, Stati Uniti d'America      | Firmato: "Opvs Karoli Crivelli Veneti"                           |                    |
|                                      | Madonna Lochis                                                                     | c. 1475            | 33×45 cm           | tempera su tavola                            | Accademia di Belle Arti "Giacomo Carrara", Bergamo, Italia       | Firmato: "Opvs Caroli Crivelli Veneti"                           |                    |
|                                      | Madonna col Bambino                                                                | c. 1480            | 21×15 cm           | tempera su tavola                            | Pinacoteca Civica "Francesco Podesti", Ancona, Italia            | Firmato: "Opvs Caroli Crivelli Veneti"                           |                    |
|                                      | Madonna col Bambino che regge una mela                                             | c. 1480            | 48.5×33.6 cm       | tempera e oro su tavola                      | Victoria and Albert Museum, Londra, Regno Unito                  | Firmato: "Opvs Caroli Crivelli Veneti"                           |                    |
|                                      | Madonna col Bambino e un piccolo frate francescano orante                          | 1482               | 135×62 cm          | tempera e oro su tavola                      | Pinacoteca Vaticana, Città del Vaticano                          | Firmato e datato: "Opvs Caroli Crivelli Veneti 1482"             |                    |
|                                      | Madonna col Bambino tra i santi Francesco e Bernardino con piccolo donatore orante | c. 1490            | 97.9×83.3 cm       | tempera e oro su tavola                      | Walters Art Museum, Baltimora, Stati Uniti d'America             |                                                                  |                    |
|                                      | Madonna Castiglioni                                                                | c. 1490            | 39×31 cm           | tempera e oro su tavola                      | National Gallery of Art, Washington D. C., Stati Uniti d'America |                                                                  |                    |
|                                      | Madonna col Bambino in trono tra i santi Francesco e Sebastiano                    | 1491               | 175×151 cm         | tempera e oro su tavola                      | National Gallery, Londra, Regno Unito                            | Firmato e datato: "Opvs Caroli Crivelli Veneti Miles 1491"       |                    |
|                                      | Immacolata Concezione                                                              | 1492               | 194.3×93.3 cm      | tempera e oro su tavola                      | National Gallery, Londra, Regno Unito                            | Firmato e datato: "Karoli Chrivelli Veneti Militis Pinsit 1492"  |                    |
| Dipinti di Santi                     |                                                                                    |                    |                    |                                              |                                                                  |                                                                  |                    |
|                                      | Santa Maria Maddalena                                                              | c. 1476            | 152×49 cm          | tempera su tavola                            | Rijksmuseum, Amsterdam, Paesi Bassi                              | Firmato: "Opvs Karoli Crivelli Venet"                            |                    |
|                                      | San Giacomo della Marca                                                            | 1477               | 198×64 cm          | tempera e oro su tavola                      | Museo del Louvre, Parigi, Francia                                | Firmato e datato: "Opvs Caroli Crivelli Veneti 1477"             |                    |
|                                      | San Rocco                                                                          | c. 1480–1485       | 43.2×11.3 cm       | tempera su tavola                            | Wallace Collection, Londra, Regno Unito                          |                                                                  |                    |
|                                      | San Sebastiano                                                                     | c. 1480–1485       | 42×10 cm           | tempera su tavola                            | Museo Poldi Pezzoli, Milano, Italia                              |                                                                  |                    |
|                                      | Santa Caterina d'Alessandria                                                       | c. 1491–1494       | 38×19 cm           | tempera e oro su tavola                      | National Gallery, Londra, Regno Unito                            | Attribuzione incerta                                             |                    |
|                                      | Santa Maria Maddalena                                                              | c. 1491–1494       | 38×19 cm           | tempera e oro su tavola                      | National Gallery, Londra, Regno Unito                            | Attribuzione incerta                                             |                    |
| Altri dipinti di carattere religioso |                                                                                    |                    |                    |                                              |                                                                  |                                                                  |                    |
|                                      | Pietà Panciatichi                                                                  | 1485               | 88×53 cm           | tempera e oro su tavola                      | Museum of Fine Arts, Boston, Stati Uniti d'America               | Firmato e datato: "Opvs Caroli Crivelli Veneti 1485"             | [ 1 ]              |
|                                      | Cristo morto sorretto da due angeli                                                | c. 1485            | 15×12 cm           | tempera su tavola                            | Museo del Louvre, Parigi, Francia                                |                                                                  |                    |
|                                      | Beato Gabriele Ferretti in estasi                                                  | c. 1485–1489       | 141×87 cm          | tempera e oro su tela                        | National Gallery, Londra, Regno Unito                            | Firmato: "Opvs Karoli Crivelli Veneti"                           |                    |
|                                      | Crocifissione                                                                      | c. 1485–1490       | 218×75 cm          | tempera e oro su tela                        | Pinacoteca di Brera, Milano, Italia                              |                                                                  |                    |
|                                      | Annunciazione di Ascoli                                                            | 1486               | 207×146.5 cm       | tempera e oro su tavola, trasferito su tela  | National Gallery, Londra, Regno Unito                            | Firmato e datato: "Opvs Caroli Crivelli Veneti" "1476"           |                    |
|                                      | Adorazione dei pastori                                                             | c. 1490–1492       | 37×51 cm           | tempera e oro su tavola                      | Museo di Belle Arti, Strasburgo, Francia                         |                                                                  |                    |
|                                      | Sangue di Cristo raccolto da san Francesco                                         | c. 1490–1500       | 20×16.3 cm         | tempera e oro su tavola                      | Museo Poldi Pezzoli, Milano, Italia                              | Firmato: "Opvs Caroli Crivelli Veneti Miles Vervs"               |                    |